# Lysandra arens
Lysandra arens är en fjärilsart som beskrevs av Ruggero Verity 1937. Lysandra arens ingår i släktet Lysandra och familjen juvelvingar. Inga underarter finns listade i Catalogue of Life.